# Roger Cook und Roger Greenaway
Roger Frederick Cook (* 19. August 1940 in Bristol) und Roger John Greenaway (* 23. August 1938 in Bristol) waren ein englisches Songschreiberduo, dessen Songs besonders in den 1960er und 1970er Jahren weltweit erfolgreich waren. Als David and Jonathan brachten die beiden von 1965 bis 1968 auch eigene Schallplatten heraus und hatten mit Lovers of the World Unite und Michelle zwei Top-20-Hits; darüber hinaus waren beide Anfang der 1970er Jahre als Mitglieder unterschiedlicher Bands wie Blue Mink oder White Plains erfolgreich.

## Die 1960er Jahre
Cook trat Anfang 1965 Greenaways Band The Kestrels bei, der auch Tony Burrows angehörte. Während einer Tournee durch England schrieben beide den Song You’ve Got Your Troubles in einem Umkleideraum. Nach nur wenigen Wochen lösten sich The Kestrels auf, die beiden Rogers arbeiteten jedoch weiter zusammen. Sie entwickelten ihre gesanglichen Fähigkeiten weiter und steuerten Chorgesang bei Aufnahmen anderer Künstler bei, etwa Françoise Hardy und Billy Fury. Kurz nachdem sie im Mai 1965 den Song Everything in the Garden für Petula Clark geschrieben hatten, stürmte ihr Erstlingswerk You’ve Got Your Troubles in der Version der englischen Band The Fortunes die Charts. Die Single erreichte Platz 2 in Großbritannien und Platz 7 in den USA.

### David and Jonathan

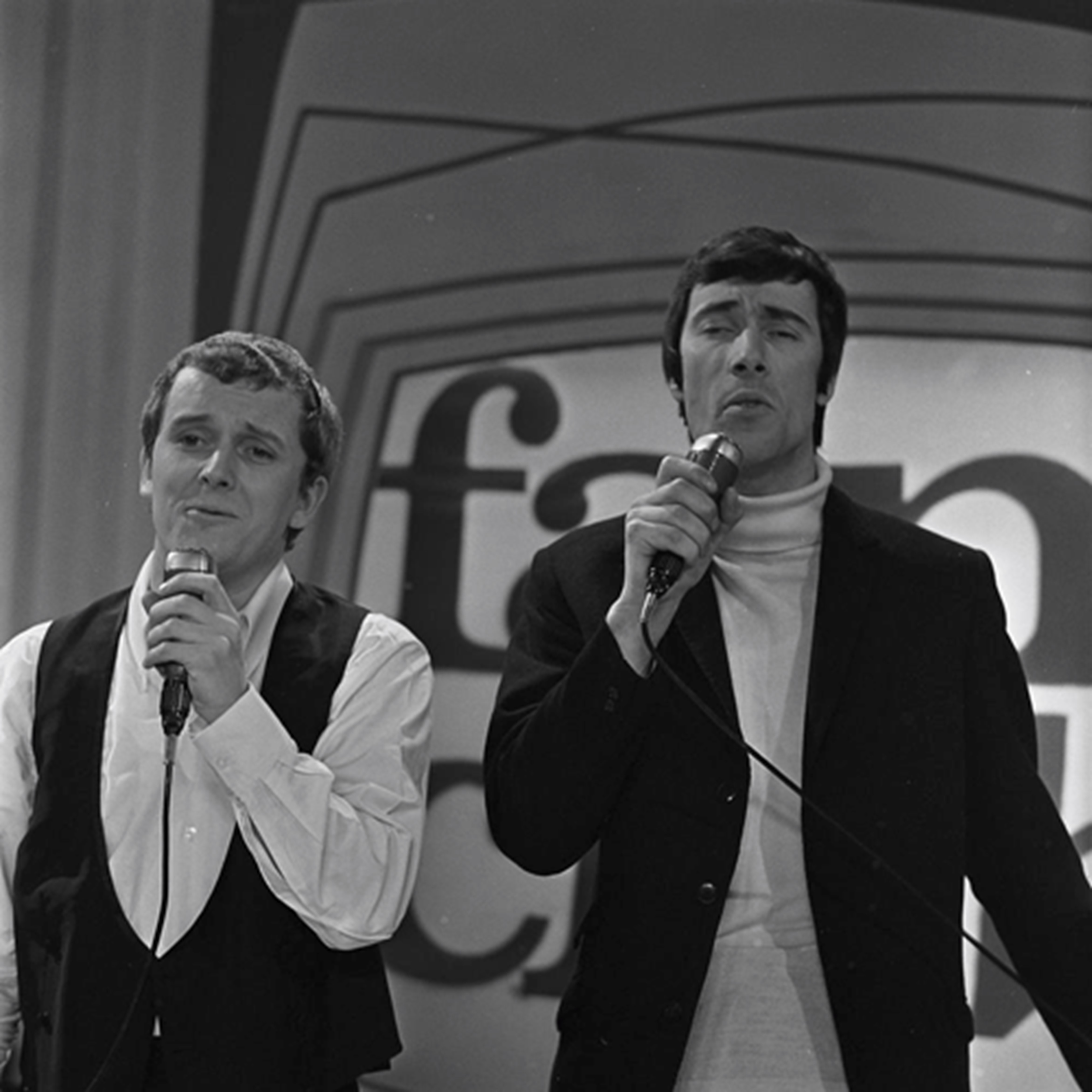
David & Jonathan (1967)

George Martin, Produzent der Beatles und beeindruckt von ihrem Können, überzeugte die beiden Rogers, selbst Schallplatten zu veröffentlichen und aufzutreten. Mr. Martins Frau Judy hatte die Idee für ihren, dem alten Testament entliehenen, Künstlernamen: David and Jonathan. Ihre erste Single Laughing Fit to Cry wurde im Oktober 1965 veröffentlicht, konnte jedoch keine Chartplatzierung erreichen. Zur gleichen Zeit waren sie mit ihren Background Vocals auf den beiden ersten Singles von Paul and Barry Ryan vertreten, wie auch auf Schauspieler Peter Sellers Version des Beatles-Songs A Hard Days Night.
Ihre nächste Veröffentlichung, die Lennon/McCartney-Komposition Michelle, erreichte im Januar 1966 Platz 11 in den britischen, Platz 18 in den US-amerikanischen Charts. George Martin war wiederum der Produzent. Anfang Januar tourten David and Jonathan, gemeinsam mit Martin, durch die USA. Im Februar 1966 nahmen The Fortunes den Greenaway/Cook-Song This Golden Ring auf und kamen auf Platz 15 der britischen Charts. David and Jonathans eigene Single Lovers of the World Unite erreichte im Juni 1966 Platz 2.
Im September 1966 flogen Greenaway und Cook nach New York, wo sie für Coca-Cola mehrere Jingles aufnahmen. Im gleichen Jahr erschien ihre nächste Single Ten Storeys High. Sie hatten den Song während ihres New York Aufenthaltes in ihrem Appartement geschrieben, das sich im 12. Stock eines Hotels befand.
Die folgenden 1967er Singles Scarlett Ribbons und The Magic Book, allesamt von George Martin produziert, blieben ohne nennenswerten Erfolg. Erst die darauf folgenden She’s Leaving Home (abermals eine Lennon/McCartney-Komposition) und ihr eigenes Softly Whispering I Love You fanden wieder mehr Beachtung.
Die sich verringernden Erfolge ihrer eigenen Produktionen standen in großem Gegensatz zu den Hits, die andere Künstler mit ihren Kompositionen verbuchen konnten, so dass sie im März 1968 bekannt gaben, nicht mehr als David and Jonathan auftreten, wohl aber weiter gemeinsam Songs schreiben zu wollen.

### Begehrte Songwriter
Nach den ersten Erfolgen als David & Jonathan zählten Cook und Greenaway zu den begehrtesten Songschreibern, die Künstlern wie Andy Williams (Home Lovin’ Man), Cilla Black (Something Tells Me Something’s Gonna Happen Tonight), Deep Purple (Halleluja), Joe Dolan (It Makes No Difference), Gene Pitney (Something’s Gotten Hold of My Heart), White Plains (My Baby Loves Lovin’), den Hollies (Long Cool Woman in a Black Dress und Gasoline Alley Bred), Whistling Jack Smith (I Was Kaiser Bill’s Batman), Blue Mink (Melting Pot und Good Morning Freedom) oder Cliff Richard (High and Dry) zu Hits verhalfen.

## Die 1970er Jahre
Ab August 1968 begann Cook eine Solokarriere unter dem Namen Roger James Cook. Im August 1969 wurde die Band Blue Mink gegründet und Greenaway die Rolle des Sängers angeboten, an der Seite von Madeline Bell. Greenaway lehnte ab und schlug stattdessen seinen Partner Roger Cook vor, der der Gruppe bis zu ihrer Auflösung im Herbst 1974 angehörte. Zahlreiche Songs aus dem Repertoire von Blue Mink stammten aus der Feder von Greenaway/Cook.
Greenaway und Cook entschlossen sich zunächst zu einer Reunion unter dem Namen Campus Kazoo, erweiterten ihr Projekt jedoch im April 1970 zu der kurzlebigen Formation Currant Kraze. Diese Band veröffentlichte am 17. April 1970 die erfolglose Single Lady Pearl / Breaking the Heart of a Good Man (Deram DM292). Das Projekt bestand neben Cook und Greenaway sowie Tony Burrows – bereits Mitglied der Kestrels 1964 – aus John Goodison, Sue Glover und Sunny Leslie, die alle gleichzeitig Mitglieder der Gruppe Brotherhood of Man waren. Es sollte das letzte gemeinsame Aufnahmeprojekt der beiden Rogers werden.
1969 hatte Greenaway jedoch bereits die Band White Plains gegründet, gemeinsam mit ehemaligen Mitgliedern der Flowerpot Men, darunter Tony Burrows, einem Weggefährten aus der Zeit der Kestrels. Den größten Erfolg konnte die Band mit My Baby Loves Lovin’ im Januar 1970 erzielen.
Greenaway verließ White Plains schon bald und gründete, gemeinsam mit Burrows, The Pipkins, die es mit Gimme Dat Ding (Hammond/Hazelwood) bis auf Platz 7 der UK-Charts schafften. Bis 1975 arbeiteten Greenaway und Cook gemeinsam als Songschreiber und verhalfen weiterhin zahlreichen Künstlern zu Charterfolgen, darunter The New Seekers mit I’d Like to Teach the World to Sing, einer Umarbeitung des Coca-Cola-Werbesongs I’d Like to Buy the World a Coke and Keep It Company.

## Getrennte Wege seit 1975
1975 trennte sich das erfolgreiche Duo; nur noch selten ließen sie David & Jonathan wieder aufleben, so am 10. November 1991 anlässlich einer Benefizveranstaltung für an Krebs und Leukämie erkrankte Kinder, als sie gemeinsam Lovers of the World Unite und You’ve Got Your Troubles sangen. Am 19. März 1994 gaben beide ein Interview in der Fernsehshow von Michael Barrymore und sangen anschließend ebenfalls Lovers of the World Unite.

### Roger Cook
Im Winter 1975 entschloss Roger Cook sich dazu, in die USA zu gehen, um dort einen Neuanfang zu machen. Über New York und Los Angeles kam er nach Nashville, wo er Anfang 1976 mit Ralph Murphy eine Publishing Firma gründete. Im Februar des gleichen Jahres veröffentlichte er sein erstes Soloalbum Alright.
Die folgenden Jahre war er hauptsächlich als Produzent tätig, schrieb aber auch weiterhin Songs, u. a. für Crystal Gayle, die Chanter Sisters, Demis Roussos, Don Williams, Dr. Hook, Johnny Cash und viele andere. Seine neuen Songwriter-Partner waren u. a. Ralph Murphy und John Prine. Daneben wirkte er bei einer Blue Mink-Reunion mit.
1992 begann er, gemeinsam mit Les Reed, dem Komponisten von Here It Comes Again (Nachfolgesingle von You’ve Got Your Troubles für The Fortunes), an der Arbeit für das Musical Zelda. Bis 1995 konnten sie die Studioaufnahmen dazu abschließen. 1992 gründete Cook, gemeinsam mit Hugh Cornwell (Ex-The Stranglers) und Andy West (Ex-Deep Six) die Gruppe CCW. Im gleichen Jahr veröffentlichten sie eine Single, ein Album und tourten durch Europa.
1997 wurde Cook als erster englischer Songwriter in die Nashville Songwriters Hall of Fame gewählt. Im Sommer 1998 erhielt er von ASCAP Nashville Country Music die Auszeichnung „Songwriter of the Year“.

### Roger Greenaway
Nachdem Cook 1975 in die USA ausgewandert war, wo er bis heute als begehrter Songwriter tätig ist, arbeitete Greenaway mit anderen Partnern, darunter besonders Geoff Stephens, mit dem er It’s Like We Never Said Goodbye (Crystal Gayle, 1980 Nr. 1 der Country Charts) schrieb.
Roger Greenaway zog sich weitgehend aus der Rolle des aktiven Künstlers zurück und übernahm stattdessen wichtige administrative Funktionen im Musikgeschäft. 1983 wurde er Vorsitzender der Performing Right Society. Seit 1995 leitet er als Beauftragter der American Society of Composers, Authors and Publishers (ASCAP) deren Europabüro. Er schrieb außerdem Werbejingles für Allied Carpets, ASDA und British Gas.

## Musik
Greenaway und Cook begannen ihre Karriere im Stil der Brill Building Songschreiber. Ihre Songs basieren vorwiegend auf europäischen Harmonien und waren in den 1960er Jahren intensiv orchestriert. Rhythmisch konnten sie ihre Produktionen u. a. mit dem damals populären Tamla-Motown Groove anreichern. Die Gesangsharmonien waren oft 2-3stimmig und erreichten hohe Komplexität, etwa bei Softly Whispering I Love You. Ende der 1960er Jahre schlossen sie sich einfacheren musikalischen Stilen an und konnten so während der Glam-Rock-Ära weitere Erfolge erzielen. Gemeinsam mit Allan Clarke von den Hollies erweiterten sie ihr Spektrum bis in den Blues hinein.

## Bedeutung
Roger Greenaway und Roger Cook zählen zu den erfolgreichsten Songschreibern Englands. Bis heute (2008) werden ihre Songs immer wieder von zahlreichen Künstlern interpretiert. Besonders in den Jahren 1965 bis 1969 war die Aufnahme einer ihrer Songs nahezu Garantie für einen Erfolg in den Charts.
Am 25. Mai 1995 wurde beiden der „Lifetime Achievement Award“ der BASCA (British Association of Songwriters, Composers and Authors) verliehen. Erster Gratulant im Publikum: Elton John.

## Diskografie

### Roger Cook
Alben
- Alright 1976

### David and Jonathan
Singles
- Laughing Fit To Cry / Remember What You Said (1965)
- Michelle / How Bitter The Taste Of Love (1966)
- Speak Her Name / Take It While You Can (1966)
- Lovers Of The World Unite / Oh My Word (1966)
- Ten Storeys High / Looking For My Life (1966)
- Tu cambi idea / La compagnia del larallala (nur Italien) (1966)
- Scarlet Ribbons For Her Hair / Gilly Gilly Ossenfeffer Katzenellenbogen By The Sea (1966)
- The Magic Book / Time (1967)
- She’s Leaving Home / One Born Every Minute (1967)
- Softly Whispering I Love You / Such A Peaceful Day (1967)
- You Ought To Meet My Baby / I’ve Got That Girl On My Mind (1968)

Alben
- David and Jonathan (UK) (1966)
- Michelle (USA) (1966)
- The Very Best Of David and Jonathan (Germany) (1967)
- Lovers Of The World Unite (1984)

### Hitsongs als Autoren (Auswahl)
- Banner Man (mit Herbie Flowers; Blue Mink, 1971 UK # 3[1])
- (Blame It) On the Pony Express (mit Tony Macaulay; Johnny Johnson and the Bandwagon, 1970 UK # 7)
- Freedom Come, Freedom Go (mit Albert Hammond und Mike Hazelwood; The Fortunes, 1971 UK # 6)
- I Was Kaiser Bill’s Batman (Whistling Jack Smith, 1967 UK # 5)
- I'd Like to Teach the World to Sing (in Perfect Harmony) (mit Bill Backer und Billy Davis; The Hillside Singers, 1971 US # 13;[2] The New Seekers, 1971 UK # 1, 1972 US # 7[2])
- If It Wasn’t for the Reason That I Love You (Miki Anthony, 1973 UK # 27)
- Long Cool Woman in a Black Dress (mit Allan Clarke; The Hollies, 1972 UK # 32, US # 2[3])
- Melting Pot (Blue Mink, 1969 UK #3)
- Softly Whispering I Love You (The Congregation, 1971 UK # 4, 1972 D # 10,[4] US # 29[5])
- Something Tells Me (Something’s Gonna Happen Tonight) (Cilla Black, 1971 UK # 3)
- Something’s Gotten Hold of My Heart (Gene Pitney, 1967 UK # 5; Marc Almond with Gene Pitney, 1989 UK # 1)
- A Way of Life (Family Dogg, 1969 UK # 6)
- You're More Than a Number in My Little Red Book (The Drifters, 1976 UK # 15)
- You’ve Got Your Troubles (The Fortunes, 1965 UK # 2)